# Жорж Прюво
Жорж Флорентін Прюво (фр. Georges Florentin Pruvot; 11 квітня 1852 - 15 жовтня 1924) — французький морський біолог, океанолог, чоловік відомого малаколога Аліс Прюво-Фол.

## Біографія
Вивчав медицину у Парижі, отримав докторський ступінь з природничих наук у 1885 році. З 1885 року він був викладачем кафедри наук в Парижі, потім переїхав до Гренобля, де в 1893 році став професором зоології. У 1898 повернувся до Парижа як начальник з охорони природи (керівник зоологічних досліджень). У 1900 році він був призначений директором лабораторії у Баніюль-сюр-Мер, а через два роки почав викладати порівняльну анатомію в Парижі. У 1908 році одружився з Аліс Фол. У 1922 році він пішов з активної наукової роботи.

## Епоніми
- Вид коралів Leptopsammia pruvoti
- Рід молюсків Pruvotia